# Дебен (Селенгинський район)
Дебен (рос. Дэбэн) — улус Селенгинського району, Бурятії Росії. Входить до складу Сільського поселення Убур-Дзокойське.
Населення —  158 осіб (2015 рік). 